# جون نيل (كاتب)
جون نيل (بالإنجليزية: John Neal) (25 أغسطس 1793 – 20 يونيو 1876) هو كاتب وناقد ومحرر ومحاضِر وناشط أمريكي. وُصِف بأنه غريب الأطوار وذو تأثير، ألقى خطابات وكتب مقالات في المجلات وروايات وقصائد وقصص قصيرة بين عامي 1810 و1870 في الولايات المتحدة وبريطانيا العظمى، أيد في كتاباته القومية الأدبية الأمريكية والإقليمية في مراحلها الأولى. حقق نيل تقدمًا في تطوير الفن الأمريكي، ودافع عن قضايا النسوية المبكرة، ودعا إلى إنهاء العبودية والعنصرية، وساهم في تأسيس حركة الجمباز في الولايات المتحدة.
اشتهر جون نيل بكونه رائدًا في العامية وفن الإلقاء الفطري، وهو أول مؤلف استخدم مصطلح «ابن العاهرة» في عمل خيالي. حقق أعظم إنجازاته الأدبية بين عامي 1817 و1835، وكان في ذلك الوقت عنصرًا أساسيًا في تطور الأدب الأمريكي عن التأثيرات البريطانية التي سادت في أعمال المؤلفين الأمريكيين المؤسسين جايمس فينيمور كوبر وواشنطن إيرفينغ، الذي سخر منه، إلى الأصوات الجديدة لمؤلفي النهضة الأمريكية إدغار آلان بو وناثانيال هاوثورن ووالت ويتمان، ممن تأثروا به جميعًا. ساهم تأييده للنسوية في تقدم أفكار أسلافه ماري وولستونكرافت، وكاثرين ماكولاي، وجوديث سارجنت موراي، في حين أرسى الأساس لخلفائه سارة مور غريمكي، وإليزابيث كادي ستانتون، ومارغريت فولر.
عاش نيل طيلة حياته باستثناء 18 عامًا في بورتلاند بولاية مين، على الرغم من إنجازه نسبة كبيرة من أعماله بين أوائل العشرينيات وأوائل الثلاثينيات من عمره في بالتيمور، ماريلاند ولندن، إنجلترا. في بالتيمور، أسس له مهنة في مجالي القانون والأدب، وفي لندن، أصبح أول أمريكي ينشر في الصحف الأدبية البريطانية. ترك المدرسة في سن الثانية عشرة، ويُعد رجلًا ذاتي التعلم بقدر كبير، حصل على درجة في القانون في أوائل العشرينيات من عمره، وحصل على درجة الماجستير الفخرية في أوائل الأربعينيات من عمره. عمل نيل في الكثير من الوظائف المختلفة والحرة قبل سعيه للحصول على وظيفة في الكتابة والمحاماة، ومهن وظيفية متزامنة دامت ستين وأربعين عامًا على التوالي. بحلول العصر القديم، جمع نيل ما يكفي من المال من خلال الاستثمارات المتنوعة التي اضطلع بها ومكانته المجتمعية بوصفه راعي فنون، وناقد، وزعيم مدني.
استقبله معاصروه وتذكره المؤرخون بوصفه عبقريًا غير منضبط، صُنّف لأجيال باعتباره شخصية انتقالية ثانوية في التاريخ الأدبي الأمريكي، على الرغم من أن منحة القرن الواحد والعشرين أعادت تقييم عمله وتأثيره في ضوء التحيزات التي أبداها المؤرخون في وقت سابق. على الرغم من تحقيق نيل مجموعة هائلة من الإنجازات التاريخية الفائقة، بقي مؤلفًا من دون تحفة فنية. تُعد ريتشيل داير أفضل رواياته، و«حقيبة القضاعة، زعيم أونيدا» و«ديفيد ويتشر» أفضل قصصه القصيرة، و اليانكيز أكثر أعماله الدورية تأثيرًا.

## سيرته الذاتية

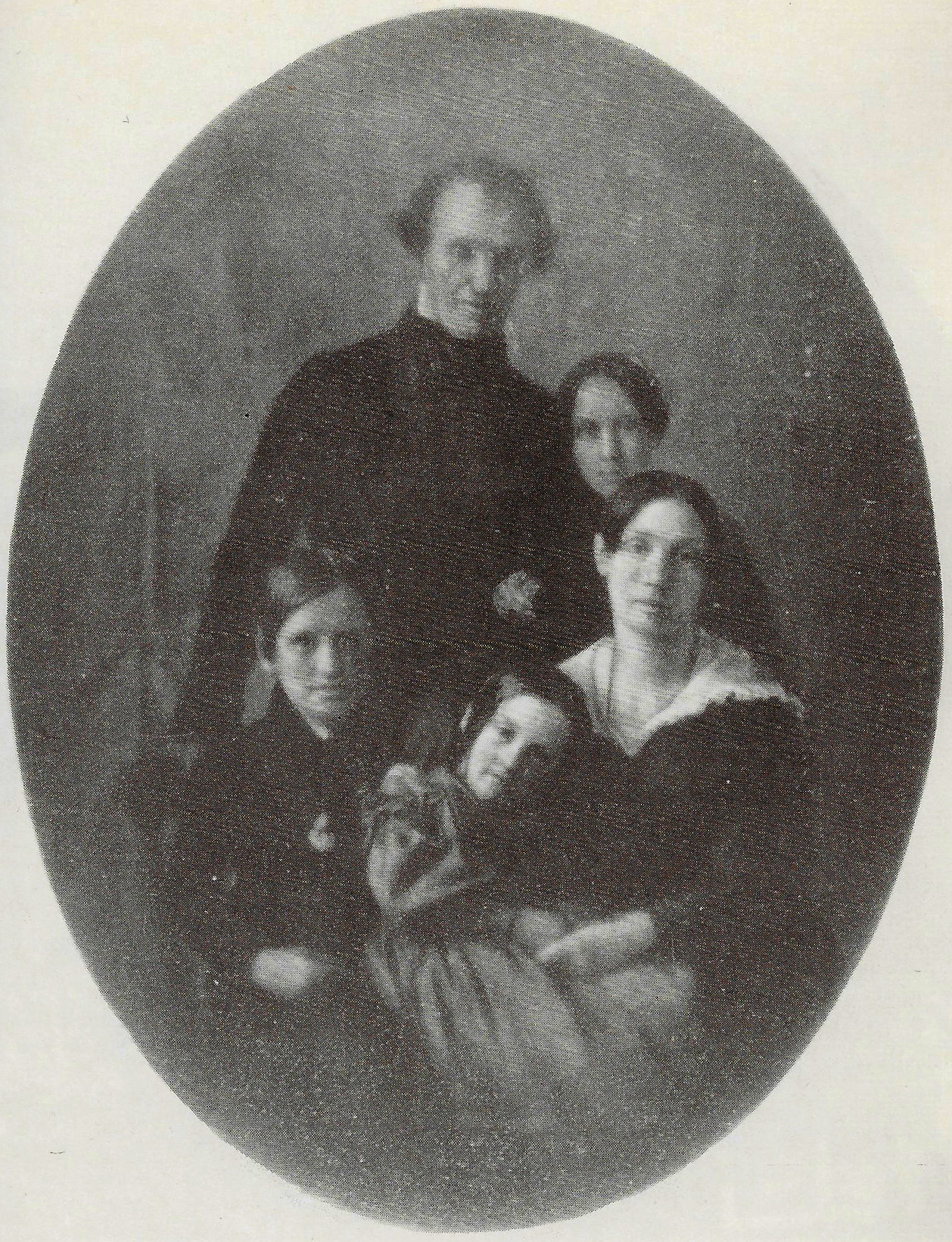
صورة عائلية 1843 لجون نيل، وزوجته إليانور هول نيل، والأطفال (من اليسار إلى اليمين) جيمس، ومارغريت إليانور، وماري

### نشأته 1793- 1815
وُلد جون نيل وشقيقته التوأم ريتشيل في بورتلاند بولاية مين في 25 أغسطس 1793، وهما الطفلان الوحيدان لوالديهما جون نيل وريتشيل هول نيل. توفي جون نيل الأكبر، معلم في مدرسة، بعد شهر من ولادتهما، وأسست والدتهما ريتشيل مدرستها الخاصة بعد ذلك، ووفرت المأوى والطعام، واعتمدت على مساعدة عم أولادها غير المتزوج، جيمس نيل، وآخرين في مجتمع الصاحبيين الذي يعيشون فيه. بالإضافة إلى التحاق نيل بمدرسة والدته، أمضى عامين في مدرسة صاحبية داخلية في مدينة ويندهام المجاورة قبل أن يلتحق بمدرسة عامة في بورتلاند. في سيرته الذاتية، يتذكر نيل صراعه الذي دام مدى الحياة مع سرعة غضبه وطبعه الحاد المنبثق عن التحاقه بالمدرسة العامة، حيث تعرض للإساءة الجسدية على يد أستاذ المدرسة ستيفن باتن، وتعرض لإساءة زملائه إلى أن «قررت ذات يوم... على أن لا أتعرض للتخويف والإساءة مجددًا... وحافظت على قراري، حتى لم أعد صبيًا... أبقيت على ذلك في مواجهة جميع القادمين الجدد، من ذلك اليوم إلى الآن.» ترك نيل المدرسة في سن الثانية عشرة.

### بناء مسيرة مهنية في بالتيمور
كانت الفترة التي قضاها نيل في بالتيمور بين فشله في العمل عام 1816 ومغادرته إلى لندن في عام 1823 هي الفترة الأكثر ازدحامًا في حياته حيث كان يتلاعب بالمهن المتداخلة في التحرير والصحافة والشعر والروايات ودراسة القانون، وبعد ذلك ممارسة القانون. خلال هذه الفترة، علّم نفسه القراءة والكتابة بإحدى عشرة لغة، ونشر سبعة كتب، وقرأ القانون لمدة أربع سنوات، وأكمل دورة مستقلة في دراسة القانون في ثمانية عشر شهرًا كانت مصممة لتكتمل خلال سبع إلى ثماني سنوات، وحصل على القبول إلى نقابة المحامين في مجتمع معروف بالمتطلبات الصارمة، وساهم بشكل كبير في الصحف والمجلات الأدبية، وحرر اثنان منها في نقاط مختلفة.
بعد شهرين من محاكمة نيل للإفلاس، قدم مساهمته الأولى إلى مجلة ذا بورتوريكو وسرعان ما أصبح ثاني أكثر المساهمين غزارةً في القصائد والمقالات والنقد الأدبي في المجلة، على الرغم من أنه لم يتلقَ أجرًا أبدًا. بعد ذلك بعامين تولى منصب المحرر لما انتهى به الأمر ليكون العدد الأخير. ارتبطت المجلة ارتباطًا وثيقًا بالنادي الدلفي، الذي أسسه عام 1816 مع الدكتور توبياس واتكينز وجون بيربونت وأربعة رجال آخرين. شعر نيل بأنه مدين لهذه الجمعية النبيلة، السخية، غير الأنانية وللأشخاص المثقفين والرفقاء للعديد من الذكريات السعيدة وعلاقات التوظيف التي تمتع بها في بالتيمور. أثناء كتابته لبدايات شعره ورواياته ومقالاته، كان يدرس القانون كمتدرب بدون أجر في مكتب ويليام ه. ويندر، الزميل الدلفي.
تركه فشل العمل دون مال كافٍ لتلقي رسالة من مكتب البريد، لذلك بحث نيل عن شيء أفضل يقوم به... وبعد التفكير في الأمر لمدة عشر دقائق أو نحو ذلك، قرر أن يجرب كتابة الرواية. عندما كتب كتابه الأول، نُشر أقل من سبعين رواية من قبل ما لا يزيد عن نصف دزينة من المؤلفين [الأمريكيين]؛ ومن هؤلاء، تلقى واشنطن إيرفينغ فقط أكثر بقليل مما يكفي لدفع ثمن ملح الطعام. مع ذلك، استوحى نيل من نجاح بيربونت المالي بقصيدته «أجواء فلسطين» (1816) وشجعه استقبال طلباته في مجلة ذا بورتوريكو. قرر أنه لم يبق لي شيء سوى التأليف، أو الجوع، إذا واصلت خطتي لدراسة القانون.
كان تأليف المجلد الشعري الأول والوحيد إلهاءً ليليًا لنيل من العمل ستة عشر ساعة في اليوم، كامل أيام الأسبوع، لأكثر من أربعة أشهر لإنتاج فهرس لست سنوات من المنشورات الأسبوعية لمجلة التسجيل الأسبوعية لهيزكيا نايلز والتي اعترف نايلز بأنها أكثر الأعمال مشقةً من نوعها التي ظهرت في أي بلد على الإطلاق. في عام 1819 نشر مسرحية، وتولى أول وظيفة مدفوعة الأجر كمحرر صحيفة، وكتب ثلاثة أرباع كتاب تاريخ الثورة الأمريكية، ونُسِب إلى بول ألين. أكسبه إنتاجه الأدبي الكبير لقب جيهو أوكاترات من شركائه في نادي الدلفي. بهذه الوسائل كان نيل قادرًا على دفع نفقاته أثناء إكمال تدريبه المهني ودراسة القانون بشكل مستقل. قُبل في نقابة المحامين وبدأ ممارسة المحاماة في بالتيمور عام 1820.
كانت السنوات الأخيرة لنيل في بالتيمور هي الأكثر إنتاجية له كروائي. نشر رواية واحدة في عام 1822 وثلاث روايات أخرى في العام التالي، وارتقى في النهاية إلى مرتبة المنافس الرئيسي لجيمس فينيمور كوبر للاعتراف به باعتباره الروائي الأمريكي الرائد. في هذه الفترة المضطربة، ترك النادي الدلفي بشروط سيئة وقبل الطرد الكنسي من جمعية الأصدقاء بعد مشاركته في شجار في الشارع. ردًا على الإهانات التي وجهت للمحامي البارز ويليام بينكني التي نُشرت في راندولف بعد وفاة بينكني مباشرة، تحدى ابنه إدوارد كوت بينكني نيل في مبارزة. بعد أن أثبت نفسه قبل ست سنوات كمعارض صريح للمبارزة، رفض نيل واشتبك الاثنان في معركة من الكلمات المطبوعة في خريف ذلك العام. أصبح نيل سئمًا القانون - سئمًا من الموت، وشعر أنه قضى تلك السنوات في حرب مفتوحة، مع قبيلة المحامين في أمريكا. ومن المفارقات، ... في اللحظة التي كان [نيل] يحاول فيها إثبات نفسه ككاتب أمريكي، كان نيل أيضًا ينفر الأصدقاء والنقاد وعامة الناس بمعدل ينذر بالخطر.
بحلول أواخر عام 1823، كان نيل مستعدًا للانتقال بعيدًا عن بالتيمور. ووفقًا له، فإن الحافز للانتقال إلى لندن كان حفل عشاء مع صديق إنكليزي اقتبس من ملاحظة سيدني سميث عام 1820 سيئة السمعة آنذاك، «في جهات العالم الأربعة، من يقرأ كتابًا أمريكيًا؟». سواء كان الأمر يتعلق بسميث أو بينكني، استغرق نيل أقل من شهر بعد تاريخ العشاء لتسوية شؤونه في بالتيمور وتأمين المرور على متن سفينة متجهة إلى المملكة المتحدة في 15 ديسمبر 1823.

### الكتابة في لندن
برز انتقال نيل إلى لندن في ثلاثة أهداف مهنية وجهته خلال عشرينيات القرن التاسع عشر: ليحل محل واشنطن إيرفينج وجيمس فينيمور كوبر باعتباره الصوت الأدبي الأمريكي الرائد، لإحداث أسلوب أدبي أمريكي جديد مميز، وعكس ازدراء المؤسسة الأدبية البريطانية للكتاب الأمريكيين. لقد اتبع سابقة إيرفينغ في استخدام الإقامة المؤقتة في لندن لكسب المزيد من المال والشهرة من السوق الأدبي البريطاني. كان الناشرون في لندن قد قرصنوا بالفعل بقرصنة شركة سفنتي سيكس آند سيكس ولوغان، لكن نيل كان يأمل أن تدفع له تلك الشركات مقابل نشر إيرّاتا وراندولف إن كان حاضرًا للتفاوض. رفضوا طلبه.
جلب نيل ما يكفي من المال للبقاء على قيد الحياة لبضعة أشهر فقط على افتراض أنه إذا أعطى الناس أي شيء للكتب هنا، فلن يكونوا قادرين على تجويعي، لأنني أستطيع العيش على الهواء، والكتابة أسرع من أي رجل عاش من أي وقت مضى. أصبح وضعه المالي سيئًا عندما طلب ويليام بلاكوود من نيل في أبريل 1824 ليصبح مساهمًا في مجلة بلاكوود. على مدار العام ونصف العام التالي، حصل نيل على أجر ممتاز ليكون أحد المساهمين الأكثر إنتاجًا في المجلة.
كانت مقالته الأولى التي كتبها في بلاكوود لمحةً عامة عن 1824 مرشحًا لمنصب رئيس الولايات المتحدة والرؤساء الخمسة الذين خدموا حتى تلك المرحلة، أول مقال لأمريكي يظهر في مجلة أدبية بريطانية واقتُبس وأعيد نشره على نطاق واسع في جميع أنحاء أوروبا. كأول تاريخ مكتوب للأدب الأمريكي، كانت سلسلة الكتاب الأمريكيين من أهم مساهمة نيل في المجلة. قدمت بلاكوود منصة  لنشر أقدم أعمال نيل المكتوبة عن النوع الاجتماعي وحقوق المرأة ونشرت الأخ جوناثان، لكن مراجعة المخطوطات ذهابًا وإيابًا في خريف عام 1825 أدت إلى توتر العلاقة وأصبح نيل مرة أخرى بدون مصدر دخل.
بعد وقت قصير من كسب أموال أقل بكثير من كتابة مقالات لدوريات بريطانية أخرى، التقى جون نيل البالغ من العمر 32 عامًا بالفيلسوف النفعي جيريمي بينثام البالغ من العمر سبعة وسبعين عامًا من خلال جمعية مناظرة لندن. في أواخر عام 1825 عرض عليه بنثام غرفًا في أرميتاج وعمل كسكرتير شخصي له. أمضى نيل العام ونصف العام التالي في الكتابة لمجلة بينثام وستمنستر.
في ربيع عام 1827، مول بينثام عودة نيل إلى الولايات المتحدة. غادر المملكة المتحدة بعد أن لفت انتباه النخبة الأدبية البريطانية، ونشر الرواية التي أحضرها معه، ونجح إلى حد الكمال في توعية البريطانيين بالمؤسسات والعادات والتوقعات الأمريكية. ومع ذلك، لم تُستقبل الأخ جوناثان باعتبارها الرواية الأمريكية العظيمة، وفشلت في إكساب نيل مستوى الشهرة الدولية الذي كان يأمل فيه، لذلك عاد إلى الولايات المتحدة ولم يعد المنافس الرئيسي لكوبر.

### العمل الحر
عمل نيل في سن المراهقة، ما تركه عرضة للممارسات التجارية غير النزيهة ولقنه دروسًا في فن البيع. في أول مهمتين له في بورتلاند في متاجر السلع الجافة، تعلم نيل استخدام مظهر براءته الشابة لتمرير فواتير مغشوشة على العملاء المطمئنين والإخلال بجودة البضائع. سُرّح نيل من هذين العملين عندما فشل، ما دفعه إلى الانضمام إلى مدرب كتابة متجول درّس معه مساقات من 12 درسًا للطلاب في كلية بودوين في برونزويك القريبة مقابل 5 دولارات. في نهاية المطاف، بدأ العمل وحده مدربًا للكتابة، وأضاف رسم البورتريهات المصغرة واللوحات التي باعها بـ3 دولارات إلى مدخراته التي بلغت 200 دولار خلال فترة قصيرة عندما جاب بأعماله وعرضها على سكان هالويل، وأوغوستا، ووترفيل، ونوردغوك، بولاية مين. كان ما يزال في سن المراهقة في عام 1809، حيث استجاب لإعلان عمل في محل لبيع السلع الجافة في بوسطن بولاية ماساتشوستس وانتقل إلى المدينة الأكبر.
حقق نجاحًا آخرًا في العمل الحر في بوسطن، مستفيدًا هذه المرة من القيود المفروضة على سلسلة التوريد الناجمة عن حرب عام 1812 لتحقيق أرباح سريعة في تهريب السلع بين بوسطن في ماساتشوستس وبالتيمور في ماريلاند. في بوسطن عام 1814، التقى بالشاعر والمحامي جون بيربونت وصهره جوزيف لورد وأقام شراكة تجارية معهما. أنشأ الشركاء الثلاثة متاجر في بوسطن وبالتيمور وتشارلستون بولاية كارولاينا الجنوبية قبل الركود الذي أعقب حرب 1812 والذي قضى على الشركة مؤديًا إلى إفلاس بيربونت ونيل في بالتيمور عام 1815. على الرغم من اتضاح قصر عمر سلسلة متاجر السلع الجافة «بيربونت، ولورد، ونيل»، نمت العلاقة بين نيل وبيربونت لتصبح صداقة مقربة وطويلة الأمد.
ساهمت تجربة نيل في عالم الأعمال بدوام كامل في بورتلاند بولاية مين في سن الثانية عشرة، ومواكبة موجات الازدهار الاقتصادي المتعددة والكساد التي خلفته في بالتيمور وهو في سن الثانية والعشرين، في جعله شابًا فخورًا وطموحًا ينظر إلى الاعتماد على مواهبه وموارده باعتبارها أساس تعافيه ونجاحه مستقبلًا.

### بالتيمور 1815-1823
نظرًا لإفلاسه وفشل عمله، اتخذ نيل من الكتابة هواية في البداية، ثم وسيلة لدفع تكاليف كلية الحقوق التي التحق بها في العام ذاته.

### أثناء دراسة الحقوق
بعيدًا عن المقال السياسي الذي كتبه نيل وهو في سن المراهقة ونُشِر في صحيفة هالويل (مين)، غازيته، كانت ذا بورتيكو أول مجلة تنشر عملًا لنيل في عام 1816، وهي مجلة أدبية بدأت العمل في يناير من ذلك العام ونُشِرت بانتظام حتى يونيو 1818. سرعان ما كانت قصائده ومقالاته ونقده الادبي سببًا في أن يكون نيل ثاني أكبر مساهم في المجلة -وإن لم يتلقَ أجرًا مقابل ذلك- ليتولى في نهاية المطاف منصب محرر المجلة. في عام 1816، انضم نيل إلى مؤسس المجلة الدكتور توبياس واتكينز وبيربونت وأربعة رجال آخرين للمشاركة في تأسيس نادي ديلفيان، وهو فئة اجتماعية ارتبطت بالمجلة ارتباطًا وثيقًا. كتب نيل أيضًا في مجلة ذا بورت فوليو في عام 1816.

## وصلات خارجية
- جون نيل على موقع إن إن دي بي (الإنجليزية)